# Järnvägen Jorden
Järnvägen Jorden, engelsk originaltitel Lonesome Traveler, är en novellsamling av den amerikanske författaren Jack Kerouac utgiven 1960. Boken kom ut på svenska (bokförlaget Bakhåll) 1997, översatt av Per Planhammar och fackgranskad av Kurt Möller. Novellerna är självbiografiska och beskriver hans upplevelser som "kringresande diversearbetare" i USA, Mexiko, Europa och Marocko (Tanger som han besöker 1957 med Allen Ginsberg, Peter Orlovsky och William S. Burroughs).

## Ingående noveller
- Piers of a Homeless Night ("Den hemlösa nattens kajer")
- Mexico Fellaheen ("Mexikansk landsbygd")
- The Railroad Earth ("Järnvägen Jorden")
- Slobs of the Kitchen Sea ("Rumlare till sjöss")
- New York Scenes ("Scener från New York")
- Alone on a Mountaintop ("Ensam på en bergstopp")
- Big Trip to Europe ("Den långa resan till Europa")
- The Vanishing American Hobo ("Den utdöende amerikanske luffaren")